# Анна Кёяма
Анна Кёяма (яп. 恐山アンナ Кё:яма Анна) — персонаж манги «Король-шаман» за авторством Хироюки Такэи. По манге является шаманом Итако и подругой главного героя произведения, Йо Асакуры.
В 2002 году данная героиня заняла третье место в гран-при журнала Animage среди женских персонажей, а в следующем — пятое место.

## Описание персонажа
У Анны светлые волосы до плеч . Глаза золотистые в манге и чёрные в аниме . Обычно показана в чёрном платье с красным платком и синими бусами, которые являются её шаманским медиумом.
Детство Анны было одиноким из-за её врождённой способности читать мысли других. Она была найдена и воспитана бабушкой Йо, Киной Асакурой. Анна оказалась очень способной ученицей и стала шаманом Итако. За 2 года до начала турнира шаманов, являющегося центром событий «Короля-шамана», Анна приехала к Йо, чтобы тренировать его на победу в турнире вопреки его характеру.

## Персонаж и автор
Кроме «Короля-шамана», Анна Кёяма появлялась в других работах Хироюки Такэи, такие как Anna the Itako и Butsu Zone.
Анна родом из того же города, что и автор.

## За пределами произведений Такэи
21 октября 2011 года пользователь «Кёяма Анна» опубликовал на сайте Nico Nico Douga кавер-версию песни Мику Хацунэ «Osorezan Revoir» (яп. 恐山ル・ヴォワール Осорэдзан рубова:ру) («осорэдзан» — иное чтение иероглифов фамилии персонажа). Впоследствии выяснилось, что исполняла песню сама Мэгуми Хаясибара, а иллюстрация в видео была нарисована Хироюки Такэи. По словам Такэи, видео было создано в качестве подарка фанатам «Короля-шамана», приуроченного к выходу продолжения манги. К 2015 году ролик набрал более 2,5 миллионов просмотров.
Анна была выбрана в качестве персонажа-талисмана официального сайта полицейского управления города Муцу префектуры Аомори, а также стала одним из действующих персонажей игр Jump Super Stars и Jump Ultimate Stars.